# Écart d'appréciation
En psychologie sociale, ce que l'on appelle l'écart d'appréciation désigne la disparité entre le degré auquel une personne croit qu'une autre personne l'aime et l'opinion réelle de cette autre personne au sujet de la première. Des études ont montré que la plupart des gens sous-estiment à quel point les autres les apprécient et apprécient leur compagnie,,.

## Recherche
L'étude, publiée dans Psychological Science, qui a inventé le terme d'« écart d'appréciation » en 2018 explorait les interactions d'individus plongés dans divers scénarios : des inconnus se rencontrant pour la première fois dans un laboratoire, des membres du grand public apprenant à se connaître lors d'un atelier de développement personnel, et des étudiants de première année d'université vivant avec un colocataire pendant une année universitaire. Dans les trois scénarios, les participants se sont systématiquement auto-évalués comme étant moins appréciés par l’autre personne qu’ils ne l’étaient en réalité. Il a été démontré que cet écart était décelable après les conversations courtes, moyennes et longues entre inconnus. Dans le cadre de l'expérience se déroulant dans un laboratoire, les participants se déclarant très timides tout comme ceux déclarant une timidité moyenne disaient aimer leur partenaire de discussion beaucoup plus qu'ils n'estimaient que celui-ci ne les aimait. Chez les étudiants, l’écart d'appréciation a persisté durant presque toute la durée de l’étude avant de se combler soudainement à la fin – ce qui indique peut-être que les colocataires avaient directement discuté de compatibilité interpersonnelle pour décider s’ils devaient partager un dortoir l’année suivante. L'étude a révélé que les participants se donnaient mutuellement des signaux sociaux indiquant indiquant leur appréciation mutuelle, mais que ces signaux étaient ignorés par le receveur.
Il existe des preuves suggérant que l’écart de sympathie commence à se développer à partir de l’âge de 5 ans, qui est l'âge auquel les enfants commencent à devenir plus conscients et plus préoccupés par la façon dont ils sont évalués par les autres.
Les recherches suggèrent que les gens ont généralement une opinion favorable d’eux-mêmes et des autres,. Cependant, il existe des preuves montrant que les gens ont tendance à faire preuve d’autocritique lorsqu’ils réfléchissent à leurs propres interactions avec les autres,.